# Osprynchotus flavipes
Osprynchotus flavipes är en stekelart som beskrevs av Gaspard Auguste Brullé 1846. Osprynchotus flavipes ingår i släktet Osprynchotus och familjen brokparasitsteklar. Utöver nominatformen finns också underarten O. f. magrettii.